# 平湯温泉

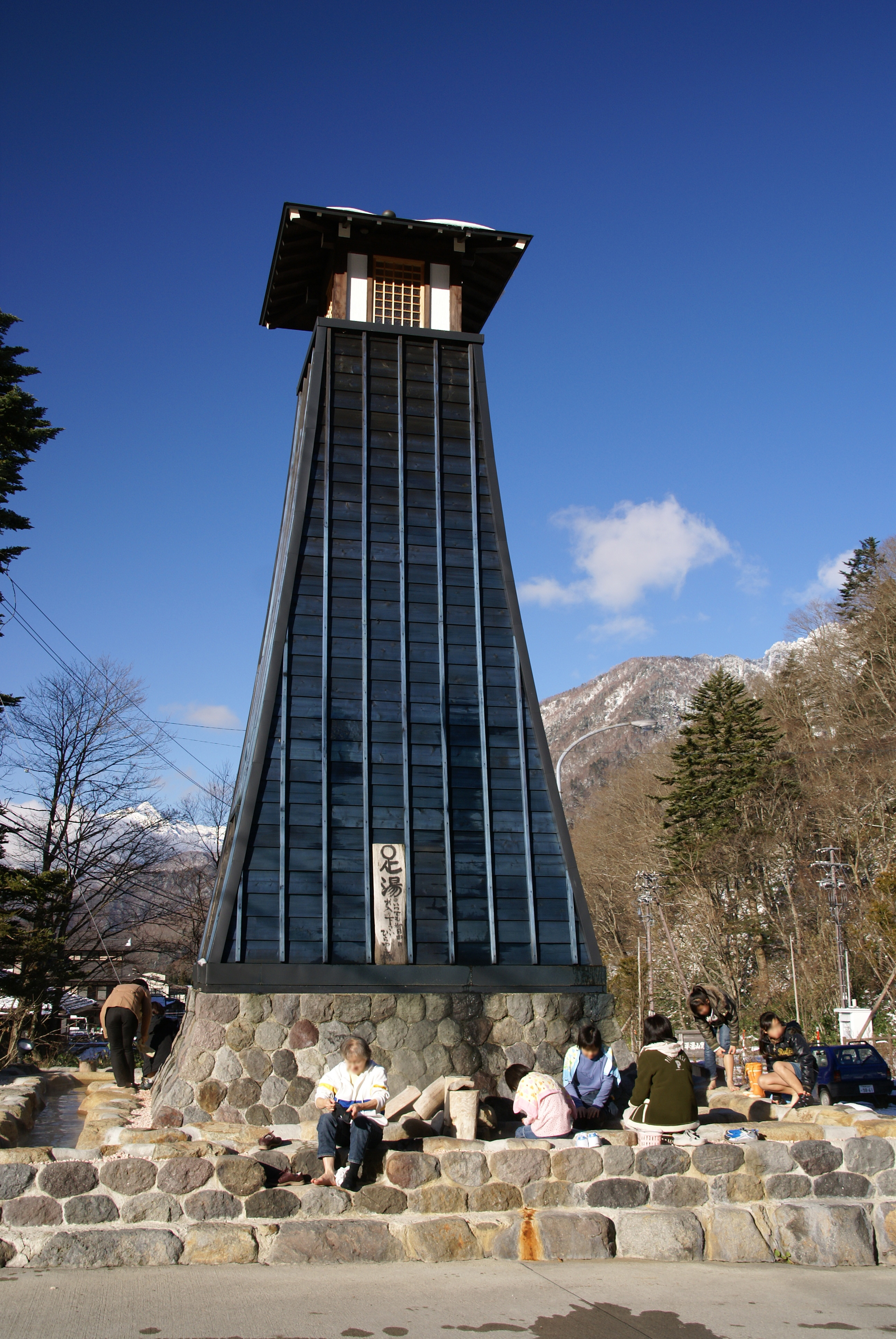
森の灯台

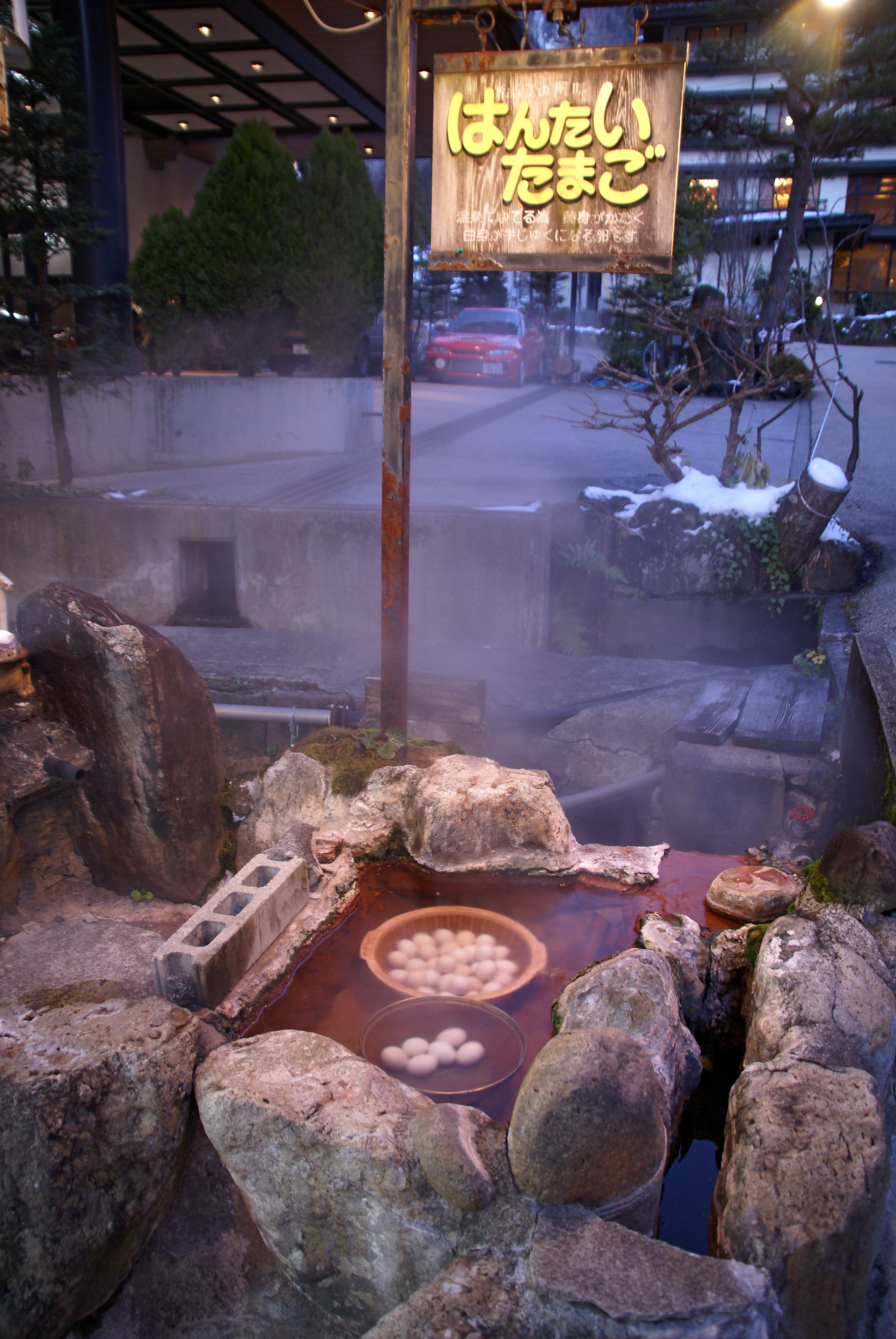
名物のはんたいたまご

平湯温泉（ひらゆおんせん）は、岐阜県高山市の奥飛騨温泉郷（旧国飛騨国）にある温泉。
安房トンネルの開通により松本方面への交通アクセスが大幅に向上し、また上高地及び乗鞍の2観光地のマイカー規制が始まったことにより、平湯温泉の駐車場に自動車を駐車し、ここから頻発されるシャトルバスに乗るという観光ルートが誕生した。こうした大きな交通事情の変化で、平湯温泉は秘湯から「観光交通の要衝に位置する温泉地」へと変貌しつつある。最近は外国人観光客も訪れるようになっている。

## 泉質
約40の源泉、毎分約13,000Lの湧出量を誇る。
- 炭酸水素塩泉
- 塩化物泉
- 単純泉
- 硫黄泉

## 温泉街
安房トンネル出口、平湯インターチェンジ付近の平湯バスターミナルより、国道158号安房峠方面に温泉街が広がる。平湯インターチェンジ側から温泉街に入ってくる入り口には、日帰り入浴施設ひらゆの森の敷地に「森の灯台」という灯台を模した建築物が存在する（2005年に完成）。灯台の下には足湯も存在する。
共同浴場は4軒存在する。温泉街中心から少し離れた場所に、神の湯という平湯温泉発祥の露天風呂が存在する。

### 名所・施設
- 足湯公園
- 平湯神社
- 平湯民俗館 - 豊坂家（市指定文化財）、篠原無然記念館など
- 平湯薬師堂仏殿 - 市指定文化財
- ひらゆの森
- 平湯温泉スキー場
- 奥飛騨・平湯大滝公園（休業中）
- 平湯大滝
  - 平湯大滝公園
- 中部山岳国立公園奥飛騨ビジターセンター（旧飛騨・北アルプス自然文化センター（平湯ビジターセンター））

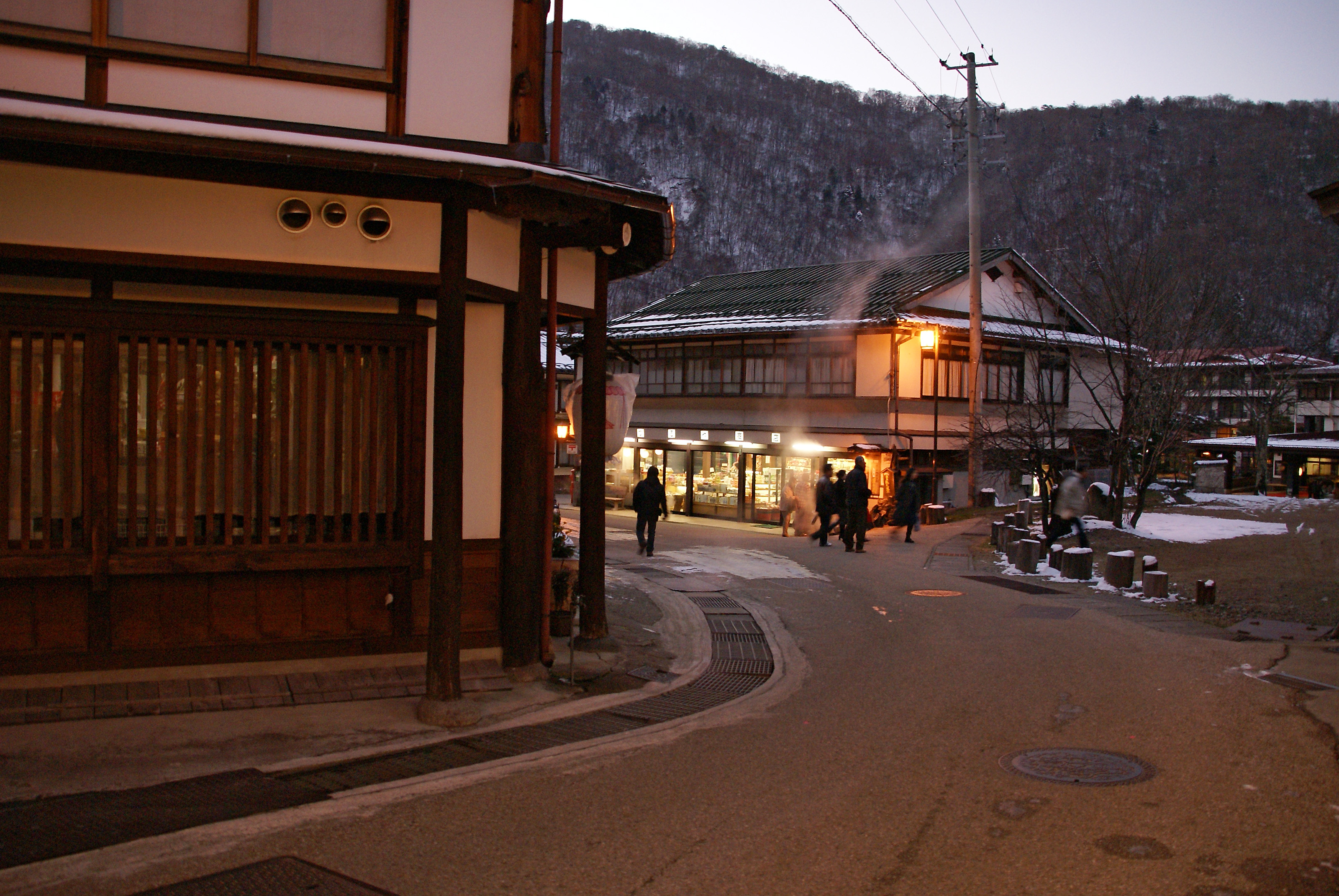
温泉街
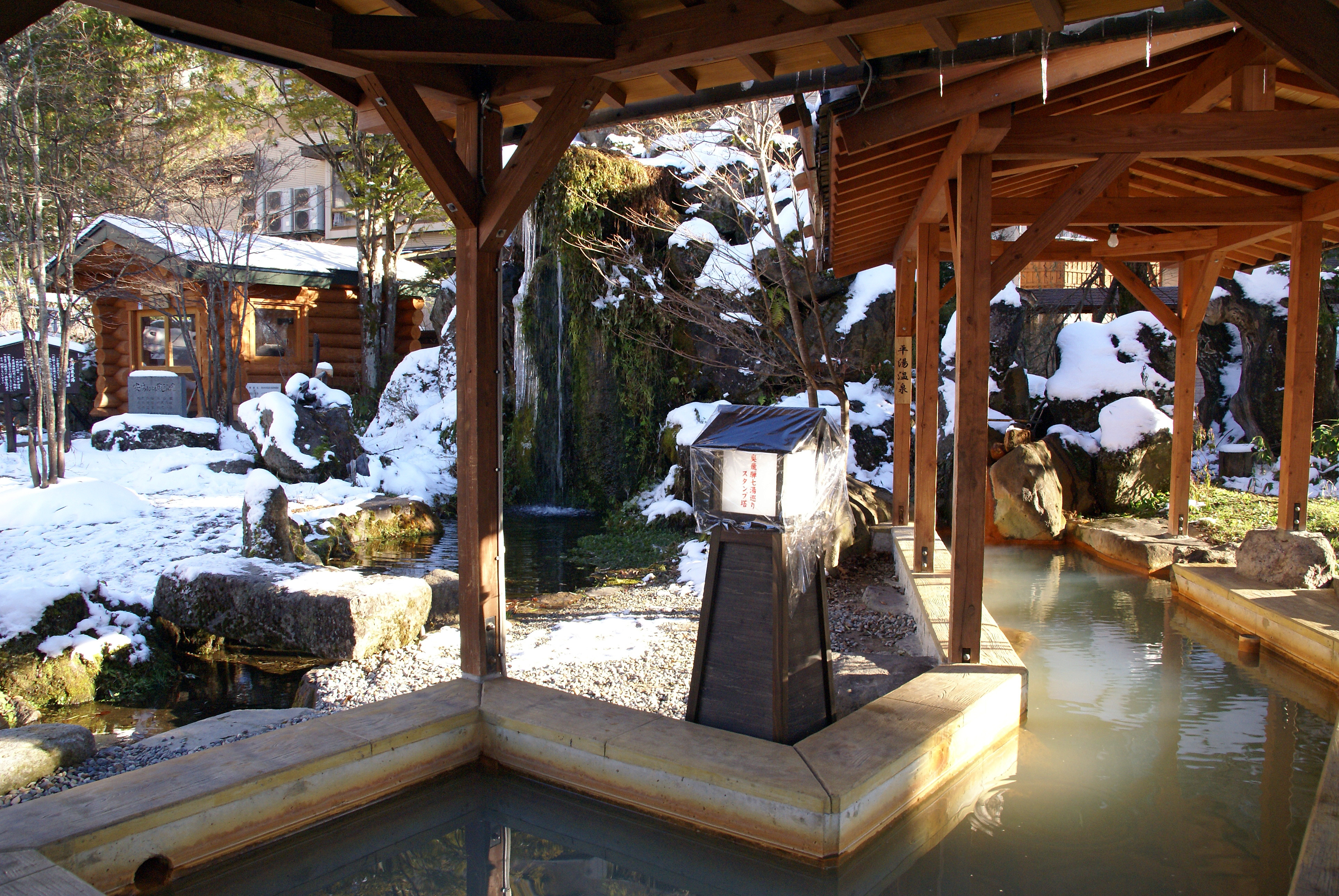
足湯公園

### 乗換駐車場
上高地、乗鞍岳へは、いずれもマイカー規制となっているため、それぞれ周辺地域に駐車場を整備し、路線バス又はタクシーへ乗り換えなければならない。平湯温泉は、両方への乗換のための駐車場が整備されている。
なお、乗鞍岳マイカー規制を機に整備を始めた乗鞍岳への登山道が2005年夏に完成した。以前は、平湯大滝から谷沿いの登山道があったが、途中崩落のため通行禁止になっていた。新しい登山道は、平湯温泉スキー場から尾根伝いに桔梗ヶ原までの9.6kmで、登り5時間、下り3時間半を要する。これで、登りは登山道を歩き、下りはバスといったことが可能になった。

## 歴史
開湯は戦国時代といわれる。山県昌景軍が飛騨攻めの最中、峠越えの疲労と硫黄岳の毒ガスにより疲弊していたところを、白猿によって教えられた温泉につかって疲労を回復した、という開湯伝説が残る。
1964年（昭和39年）6月11日、国民保養温泉地に指定。国民保養温泉地の指定は、奥飛騨温泉郷とは別に単独で指定されている（他の温泉地は1968年（昭和43年）11月19日に指定されている）。

## アクセス
- 乗合バスは、濃飛乗合自動車の「平湯バスターミナル」に発着する。
  - バスタ新宿より中央高速バス飛騨高山線（濃飛乗合自動車・京王バス東）
  - 高山濃飛バスセンターより路線バス・特急バス（濃飛乗合自動車・アルピコ交通）
  - 松本バスターミナルより特急バス（濃飛乗合自動車・アルピコ交通）
  - 富士山駅・河口湖駅より高速バス（濃飛乗合自動車）
  - 大阪シティエアターミナル・大阪駅前・京都駅より高速バス（濃飛乗合自動車・近鉄バス）※季節運行
- 自家用車の場合は東海北陸自動車道飛騨清見インターチェンジより国道158号経由。